# 173395 Dweinberg
173395 Dweinberg este un asteroid din centura principală de asteroizi.

## Descriere
173395 Dweinberg este un asteroid din centura principală de asteroizi. A fost descoperit pe 12 februarie 2000 la Apache Point Observatory în cadrul programului Sloan Digital Sky Survey. Asteroidul prezintă o orbită caracterizată de o semiaxă mare de 2,68 ua, o excentricitate de 0,05 și o înclinație de 6,1° în raport cu ecliptica.